# Sisyrinchium ivanii
Sisyrinchium ivanii är en irisväxtart som beskrevs av Robert Crichton Foster. Sisyrinchium ivanii ingår i släktet gräsliljor, och familjen irisväxter. Inga underarter finns listade i Catalogue of Life.